# Bojnässundet
Bojnässundet är ett sund i Finland. Det ligger i Raseborg i landskapet Nyland, i den södra delen av landet, 100 km väster om huvudstaden Helsingfors.
Bojnässundet förbinder Kvarnbotten i väster med Båtviken i öster.